# Tisopurine
La tisopurine ou thiopurinol est un composé organique constitué d'un pyrazole soudé à une pyrimidine, substitué par une thione et qui est utilisé comme médicament dans le traitement de la goutte.
La tisopurine (thione)  est en équilibre avec son tautomère thiopurinol (thiol).